# Ферізай (футбольний клуб)
Футбольний клуб «Ферізай» або просто ФК «Ферізай» (алб. Klubi Futbollistik Ferizaj; KF Ferizaj) — професіональний косовський футбольний клуб з міста Ферізай (Урошевац).

## Історія
КФ «Ферізай» був заснований в місті Ферізай (Урошевац) в 1923 році. Раніше команда виступала в нижчих лігах чемпіонату Югославії. По завершенні війни в Косові в 1999 року стартував у Першій лізі чемпіонату Косова, але посів 17-те місце та вилетів до Другої ліги. У сезоні 2001/02 років виграв Групу Б першої ліги Чемпіонату Косова та вийшов до найвищого дивізіону національного чемпіонату. В 2007 році знову вилетів до Першої ліги. Наступного сезону посів друге місце та повернувся до Суперліги. Сезон 2010/11 років завершив на останньому місці та знову вилетів до першої ліги. У 2013 році виграв Першу лігу та повернувся до Суперліги. У сезоні 2014/15 років завершив чемпіонат на передостанньому місці та знову вилетів з Суперліги. Наступного року знову повернувся до найвищого дивізіону національного чемпіонату.

## Досягнення
- Райфайзен Суперліга Косова
  -  Бронзовий призер (1): 2003/04

- Ліга е Пере
  -  Чемпіон (2): 2001/02 (Група Б), 2012/13
  -  Срібний призер (2): 2007/08, 2015/16

- Кубок Косова
  -  Фіналіст (2): 2011/12, 2012/13